# Myrmotherula snowi
Myrmotherula snowi là một loài chim trong họ Thamnophilidae.